# Тудор Касапу
Тудор Каса́пу (18 вересня 1963, с. Мінджир Котовський район Молдавська РСР, СРСР) — радянський і молдовський важкоатлет, чемпіон світу (1990), олімпійський чемпіон (1992) у напівсередній вазі, заслужений майстер спорту СРСР (1990).
У даний час — президент Федерації важкої атлетики Молдови.

## Спортивна кар'єра
| Міжнародні змагання |          |                  |           |          |                 |            |
| Рік                 | Змагання | Місце проведення | Результат | Сума, кг | Ривок + поштовх | Категорія  |
| 1990                | ЧС       | Будапешт         | чемпіон   | 360      | 157,5 + 202,5   | до 75 кг   |
| 1991                | ЧЄ       | Владиславово     | 3-є місце | 345      | 152,5 + 192,5   | до 75 кг   |
| 1991                | ЧС       | Донауешинген     | 3-є місце | 342,5    | 152,5 + 190     | до 75 кг   |
| 1992                | ОІ       | Барселона        | чемпіон   | 357,5    | 155 + 202,5     | до 75 кг   |
| Чемпіонат СРСР      |          |                  |           |          |                 |            |
| Рік                 | Змагання | Місце проведення | Результат | Сума, кг | Ривок + поштовх | Категорія  |
| 1986                |          | Москва           | 2-е місце | 330      | 150 + 180       | до 67,5 кг |
| 1988                |          | Харків           | чемпіон   | 360      | 157,5 + 202,5   | до 75 кг   |
| 1989                |          | Фрунзе           | чемпіон   | 350      | 152,5 + 197,5   | до 75 кг   |
| 1990                |          | Липецьк          | чемпіон   | 365      | 160 + 205       | до 75 кг   |
| 1991                |          | Донецьк          | 3-є місце | 357,5    | 157,5 + 200     | до 75 кг   |